# Jan Henne
Jan Margo Henne-Hawkins, beter bekend als Jan Henne (Oakland, 11 augustus 1947) is een Amerikaans zwemster en voormalig wereldrecordhoudster.

## Biografie
Henne won tijdens de Olympische Zomerspelen van 1968 de gouden medaille medaille op de 100m vrije slag en de 4x100m vrije slag en de zilveren medaille op de 200m vrije slag en de bronzen medaille op de 200m wisselslag. Samen met haar teamgenoten Jane Barkman, Linda Gustavson en Susan Pedersen zette ze een tijd van 4:02.5 neer, toentertijd een nieuw olympisch record.
Na haar overwinningen begon ze een studie aan de Arizona State University, waar ze van 1968 tot en met 1972 voor het Arizona State Sun Devils-team in de Association for Intercollegiate Athletics for Women-competitie zwom. Ook daar won ze enkele wedstrijden. Na haar studie kreeg ze een plaatsje in de eregalerij van de universiteit. In 1979 kreeg ze tevens een plaatsje in de International Swimming Hall of Fame in Florida.

## Internationale toernooien
| Jaar | Olympische Spelen                                                                                       |
| ---- | --- |
| 1968 | 100m vrije slag · 200m vrije slag · 200m wisselslag · 4x100m vrije slag · 1e 4x100m wisselslag (series) |